# Nihoa annulipes
Nihoa annulipes – gatunek pająków z infrarzędu ptaszników i rodziny Barychelidae. Występuje endemicznie  w Papui-Nowej Gwinei.

## Taksonomia
Gatunek ten opisany został po raz pierwszy w 1881 roku przez Tamerlana Thorella pod nazwą Idiommata annulipes. Opisu dokonano na podstawie pojedynczej samicy odłowionej w 1875 roku. Jako lokalizację typową wskazano wyspę Yule. W 1994 roku Robert Raven dokonał redeskrypcji holotypu i przeniósł gatunek do rodzaju Nihoa.

## Morfologia
Holotypowa samica ma ciało długości 18 mm oraz karapaks długości 7,6 mm i szerokości 6,8 mm. Karapaks jest w zarysie prawie jajowaty, ubarwiony czerwonobrązowo, porośnięty brązowymi szczecinkami. Jamki karapaksu są krótkie i lekko zakrzywione. Szczękoczułki są czerwonowobrązowe, porośnięte brązowymi szczecinkami, zaopatrzone w rastellum z 20–30 długimi i tępymi szczecinami. Bruzda szczękoczułka ma 6 małych i 5 dużych zębów na krawędzi przedniej oraz 5 małych ząbków i około 30 ziarenek w części środkowo-nasadowej. Szczęki zaopatrzone są w 22 kuspule. Na wardze dolnej występują 4 kuspule. Odnóża są czerwonobrązowe, brązowo obrączkowane na goleniach i nadstopiach, pozbawione cierni bazyfemoralnych i grzebieni. Skopule występują na nadstopiach i stopach wszystkich par. Kądziołki przędne są dobrze wykształcone. Opistosoma (odwłok) jest z wierzchu ciemnobrązowa, pod spodem zaś kremowa z małymi, brązowymi łatami. Genitalia samicy mają dwie spermateki, z których każda złożona jest z trójkątnego płata wewnętrznego i cienkiego płata zewnętrznego o kulistawo rozszerzonym wierzchołku.

## Występowanie
Pająk ten występuje endemicznie w Papui-Nowej Gwinei. Znany jest wyłącznie z miejsca typowego na wyspie Yule w Prowincji Centralnej.